# Hartmut Fladt

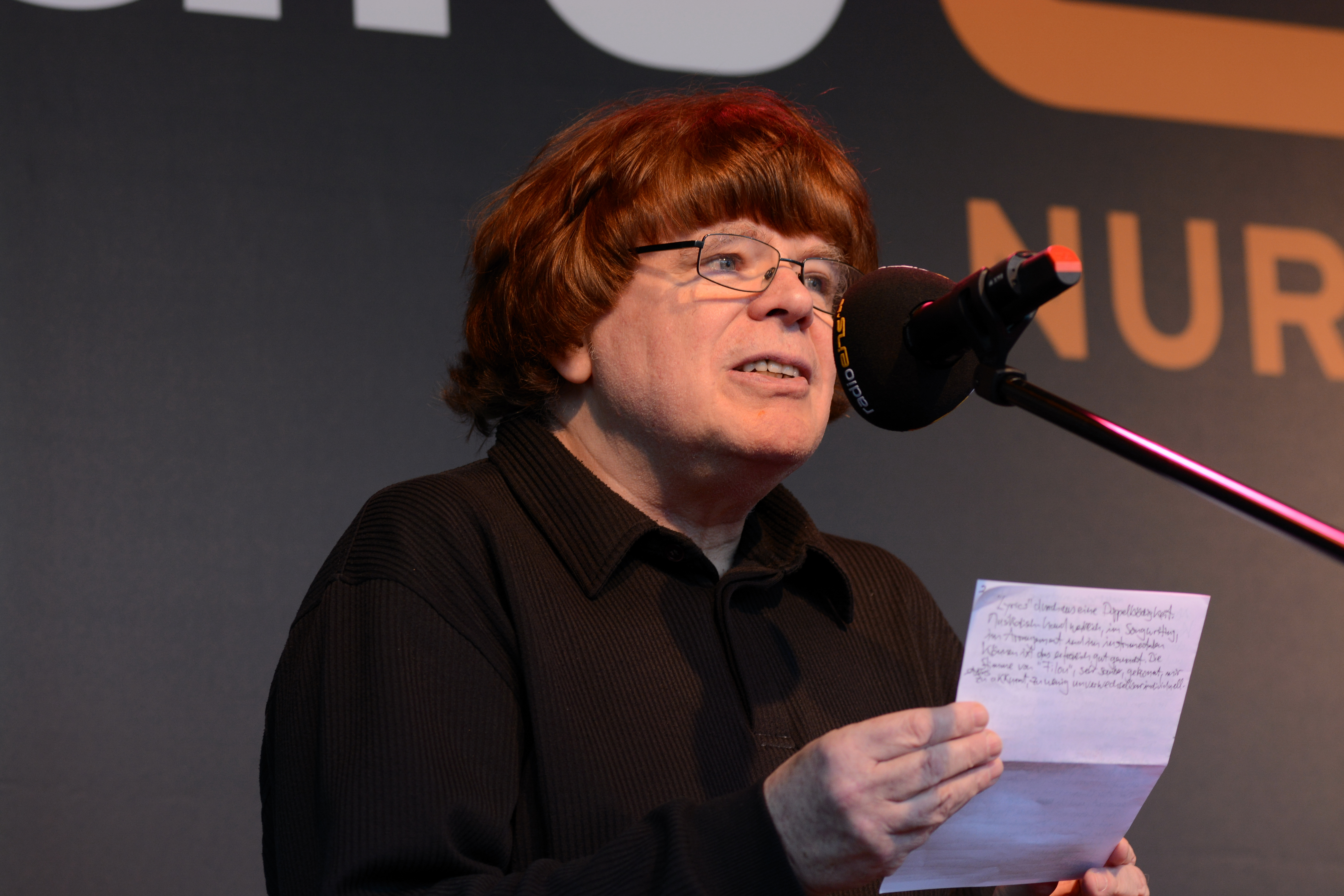
Hartmut Fladt (2013)

Hartmut Fladt (* 7. November 1945 in Detmold) ist ein deutscher Komponist und Musikwissenschaftler.

## Leben
Fladt studierte Komposition bei Rudolf Kelterborn in seiner Geburtsstadt und Musikwissenschaften bei Carl Dahlhaus in Berlin. Ab 1981 bis zum Ruhestand 2014/15 lehrte er als Professor für Musiktheorie an der Universität der Künste Berlin, 1996 bis 2000 auch an der Universität für Musik und darstellende Kunst Wien.
Fladt komponierte zahlreiche Bühnenwerke, darunter Oper, Ballett, aber auch Kammermusik, Orchester- und Chorwerke, Filmmusik oder Kinderlieder. Er ist darüber hinaus Mitglied des Hanns-Eisler-Chors in Berlin.
Bei Radio Eins ist er montags Gast in der Sendung EINS am Abend, mit einer Musikanalyse.
Fladt wurde in der Öffentlichkeit auf Grund seiner Sachverständigentätigkeit in Gerichtsverfahren wahrgenommen. 2010 untersuchte er Lieder des Rappers Bushido auf Plagiate der französischen Band Dark Sanctuary.

## Auszeichnungen
- Karl-Hofer-Preis (1985)
- Carl-Orff-Award (1994/95)

## Werke
- Zur Problematik traditioneller Formtypen in der Musik des frühen 20. Jahrhunderts, dargestellt an Sonatensätzen in den Streichquartetten Béla Bartóks (= Berliner musikwissenschaftliche Arbeiten, Band 6), München: Katzbichler 1974; ISBN 978-3873970366
- mit Hartmut Lück und Wolfgang Martin Stroh, Musik im 20. Jahrhundert. Über den Reiz des Populären – Schönberg, Bartók, Ives, Stuttgart: Metzler 1984; ISBN 978-3476202802
- Der Musikversteher. Was wir fühlen, wenn wir hören, Berlin: Aufbau-Verlag 2012; ISBN 978-3351027537[3][4]